# Transair Sweden (2002-2003)
Transair Sweden fue una aerolínea chárter sueca de bajo costo que operó brevemente entre 2002 y 2003. No debe confundirse con la aerolínea chárter del mismo nombre que operó entre 1951 y 1981.

## Historia
Transair Sweden fue establecida en 2002 con el objetivo de ofrecer servicios chárter desde Suecia hacia destinos turísticos en Europa y África del Norte. La aerolínea operaba principalmente desde el Aeropuerto de Estocolmo-Arlanda. Sin embargo, debido a desafíos financieros y operativos, cesó sus operaciones en 2003.

## Flota

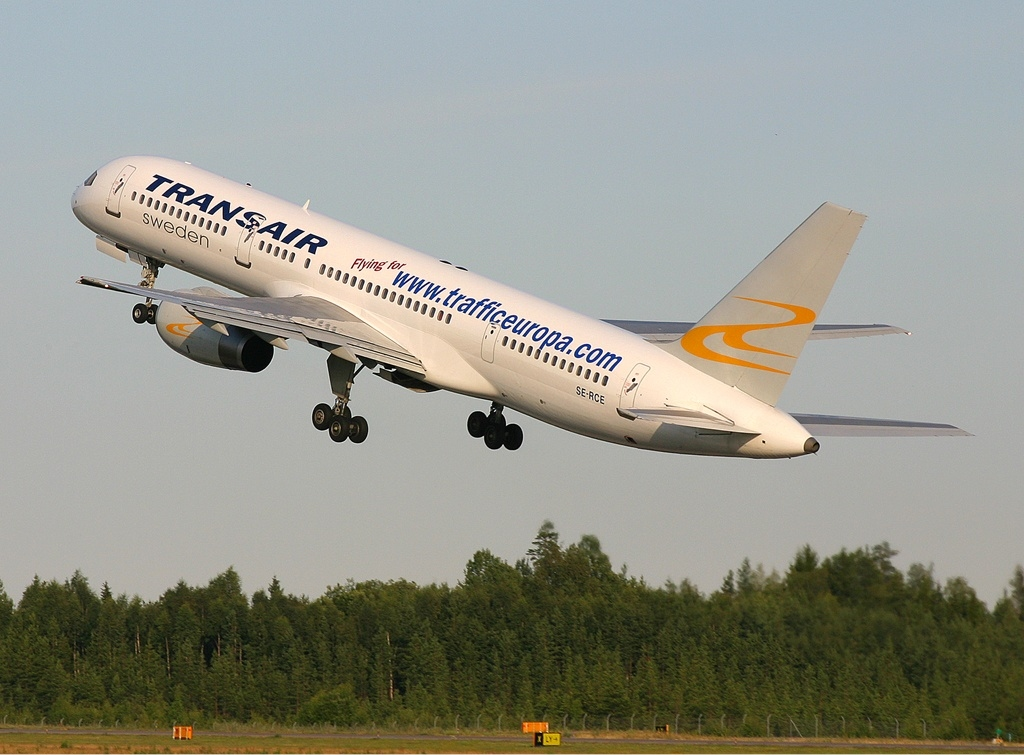
Boeing 757-200 de Transair Sweden

Durante su breve período de operaciones, Transair Sweden operó al menos dos tipos de aviones:
- Boeing 757-2G5: Matrícula SE-RCE.[1]
- Airbus A320-214: Matrículas PH-ABI, SE-RCC, SE-RGC y SE-RGH.[2]

## Destinos
Transair Sweden ofrecía vuelos chárter a varios destinos turísticos populares, incluyendo:
- España: Málaga, Palma de Mallorca
- Grecia: Rodas, Heraclión
- Turquía: Antalya
- Túnez: Monastir

Estos destinos eran populares entre los turistas escandinavos durante la temporada de verano.